# Museo Horta
La casa estudio de Víctor Horta en Bruselas se caracteriza por sus espacios emblemáticos y significativos relacionados con el arquitecto, ya que este la habitaba. Los dos edificios que componen esta casa se construyeron entre 1898 y 1901. Aunque fueron concebidos juntos y se comunican interiormente, teniendo cada uno su propia individualidad, distinguiendo la casa privada de la casa del taller.
Esta obra se edificó en dos solares de la rue Américaine entre los 1898 y 1902. La concepción del edificio se vio marcada por la disposición de los solares y la idea de unir el espacio privado y familiar con la zona de su taller permitiendo una división de los espacios y de sus funciones sin interferencias. Víctor Horta diseñó desde la estructura hasta cada detalle del mobiliario. La acción de franquear el umbral de la vivienda muestra la personalidad del arquitecto y el lenguaje creativo que está desarrollando.

## Ubicación
Se ubica en las afueras de Bruselas, en los lotes 23 y 25 de la Rue Américaine, que obedece a la expansión urbana que experimentaba la capital belga a finales del siglo XIX, producto de la bonanza que le influyera la espantosa colonización de Congo a manos del rey Leopoldo II. Los predios se ubican en una manzana triangular, de lotes estrechos y alargados, que definen un perfil compacto y sin retiro hacia la calle pero que hacia el corazón de la manzana enfrentan un área arbolada y con jardines. La fachada hacia la calle Americana está orientada hacia el norte, lo cual le otorga un asoleamiento poco favorable a la vivienda.

## Fachada
Víctor Horta diseño el conjunto del edificio en dos partes desde el principio, como se ve en ambas fachadas bien diferenciadas, la parte de la izquierda pertenece a la residencia y la de la derecha al taller del arquitecto; en ambos casos la preeminencia de la estructura metálica y piedra. En ambos casos la propuesta plantea una composiciones asimétricas, que rompía con los cánones de la época. Sin embargo ambas zonas se conectan entre sí mediante un diálogo fluido en términos de líneas generales de composición, forma y proporción de vanos, materiales y colores, con los que además se integra a otros predios de la calle.
La fachada del estudio se desarrolla en tres niveles, los dos primeros más macizos y claramente diferenciados del tercero. Existe una discontinuidad entre los vanos del primer y segundo nivel, lo que es permitido por la utilización del acero en su estructura. El último nivel, el estudio es en su mayor parte acristalado, enmarcado por delgadas columnas metálicas de color ocre.

Esta obra es iluminada naturalmente desde su parte superior y desde la fachada principal y trasera, enmarcando así la construcción como una idea novedosa, ya que en aquella época la iluminación natural de la vivienda clásica se limitaba a los vanos que integraban las fachadas delanteras y traseras de las viviendas.

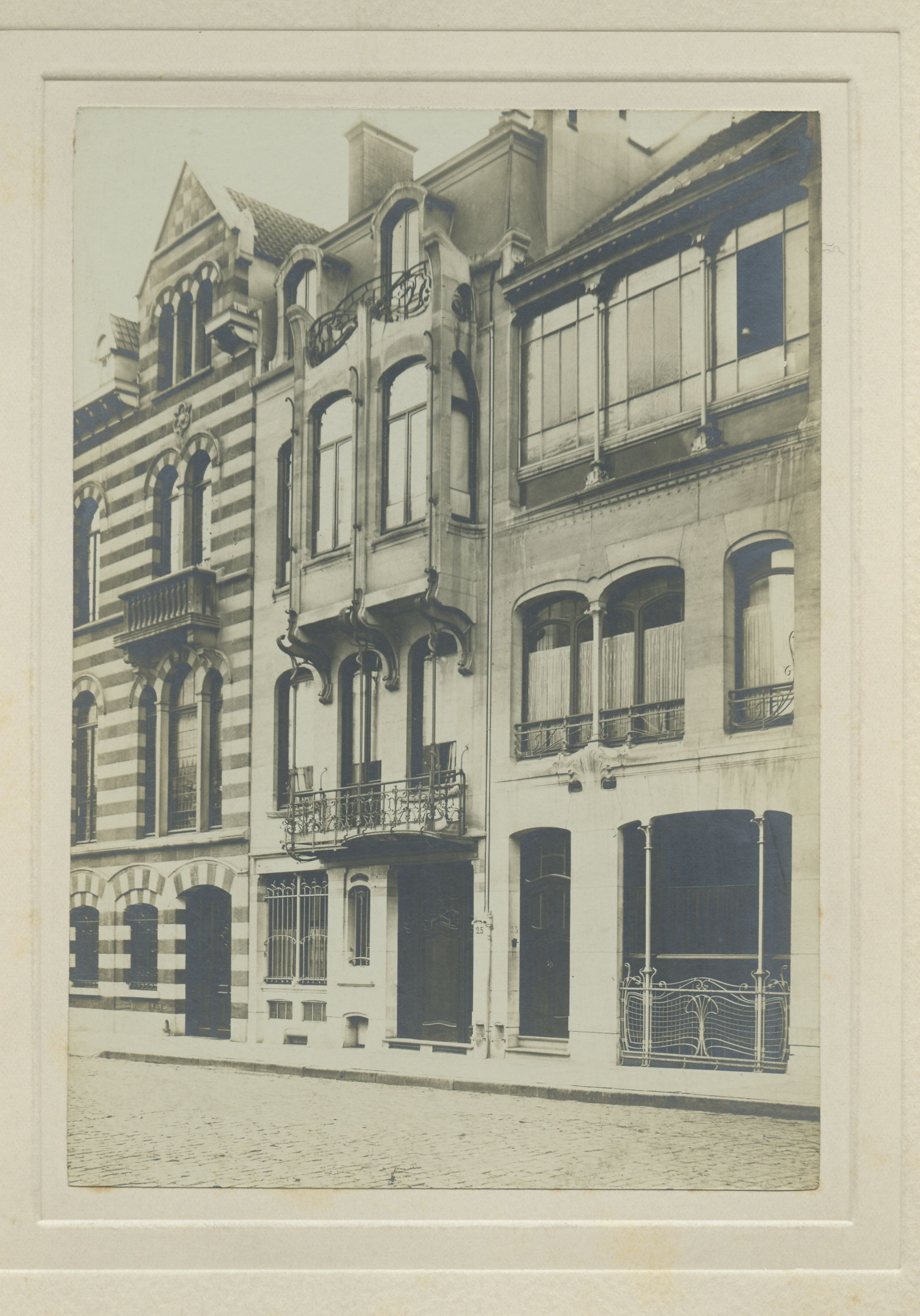
Maison Horta
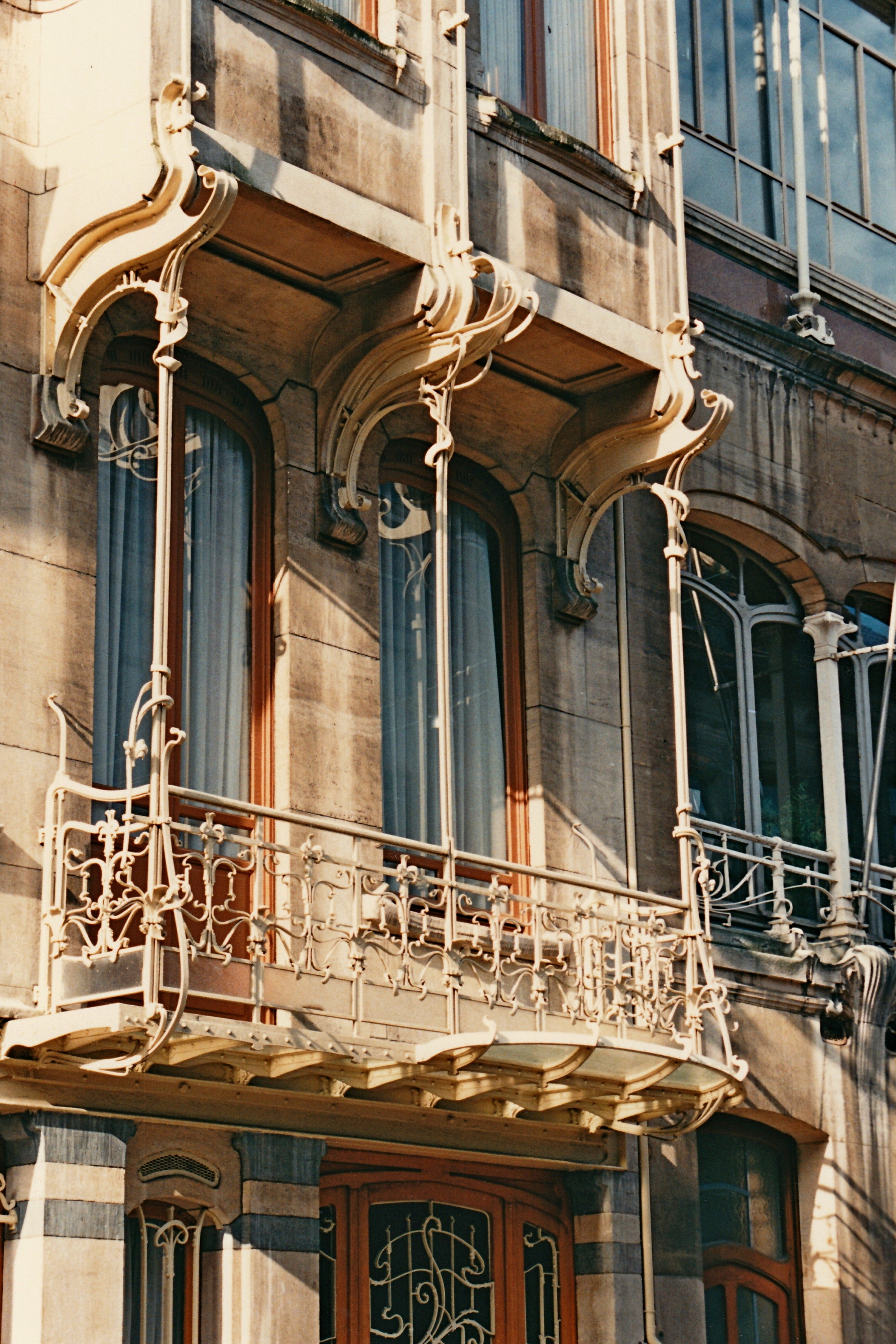
El balcón
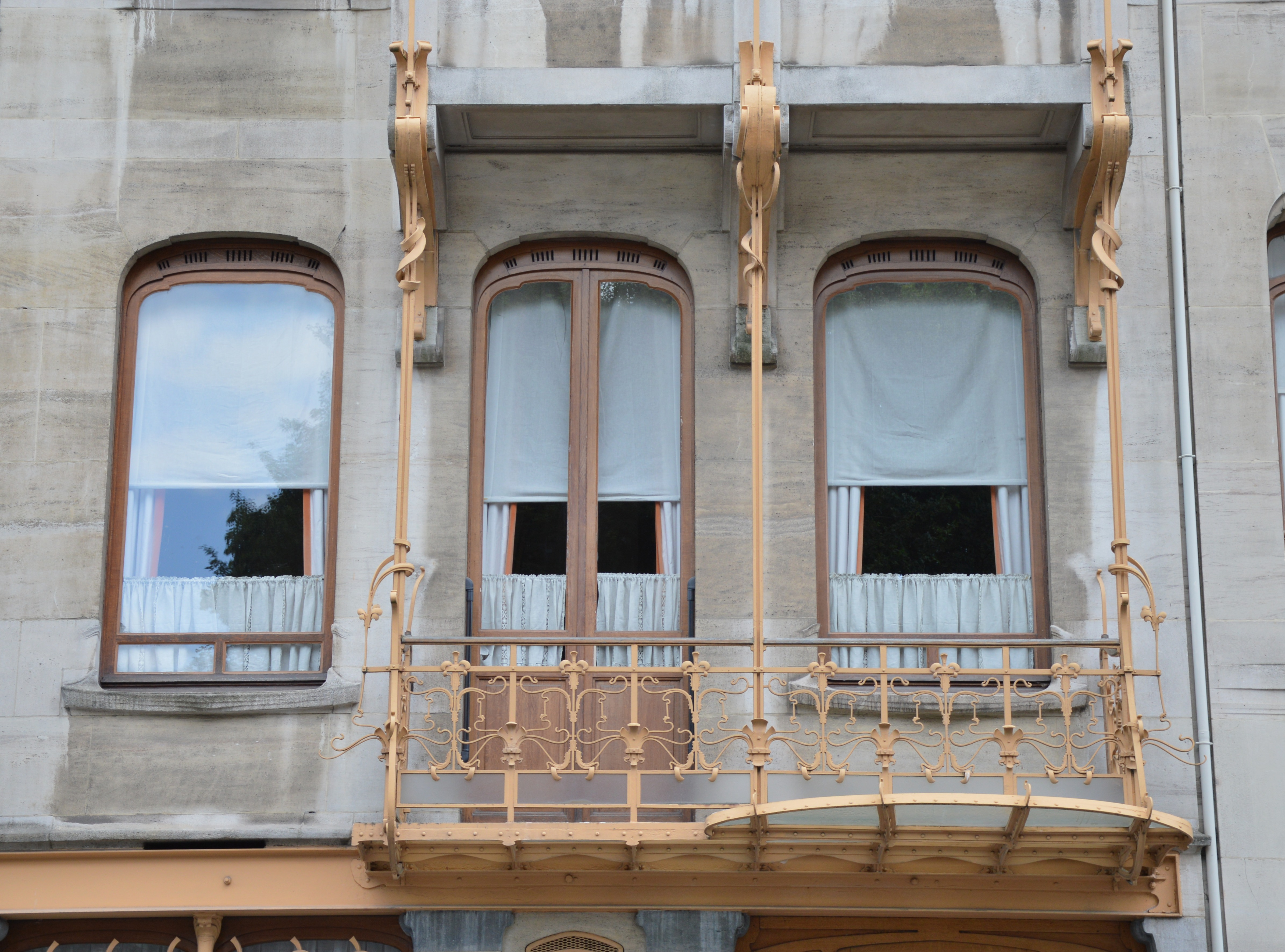
Detalle de las ventanas del taller

## Interior
Franqueado el umbral del edificio de comprueba que la vivienda como el estudio se comunicaban mediante un juego de puertas que a su vez permitía una división de cada uno de los espacios.
El primer espacio ubicado después del salón de música, es el comedor que se encuentra en la planta noble de la vivienda, recubierto por ladrillo esmaltado blanco. La utilización de este material se complementa con materiales más refinados y nobles como el mármol, maderas preciosas o los cristales biselados de las puertas, además del uso de bajorrelieves de escayola que adornan la parte alta y curva de las paredes. Todo lo anterior es concedido con el objetivo de hacer más cómoda y funcional la vida diaria mediante detalles.
La vivienda acoge al visitante en un cómodo recibidor ubicado en la planta baja. Tras ascender por unos escalones de mármol blanco, se accede a la escalera, el cual es el elemento central del espacio interior, además de servir a los diferentes pisos dispuestos en desnivel, brinda copiosa iluminación al interior de la vivienda. La vivienda privada incluye dos escaleras, donde la escalera principal estaba destinada a los propietarios e invitados, y una escalera secundaria para el servicio.

El espacio interior de la Casa Estudio de Víctor Horta se resalta principalmente porque la obra se distribuye en torno a una escalera central, al margen de la destinada al servicio, que asciende hasta una linterna curva de cristales amarillos sujetos por una estructura metálica de finos arabescos. Esta escalera que vertebra los espacios distribuidos fluidamente, sin divisiones en plantas y escasas paredes entre las distintas habitaciones, parte del centro del salón de música conformando un hueco central que va ensanchándose progresivamente hacia arriba, la luz de la linterna desciende por el hueco y la estructura de la escalera proporcionándole ligereza además de iluminar el mismo centro de la casa.

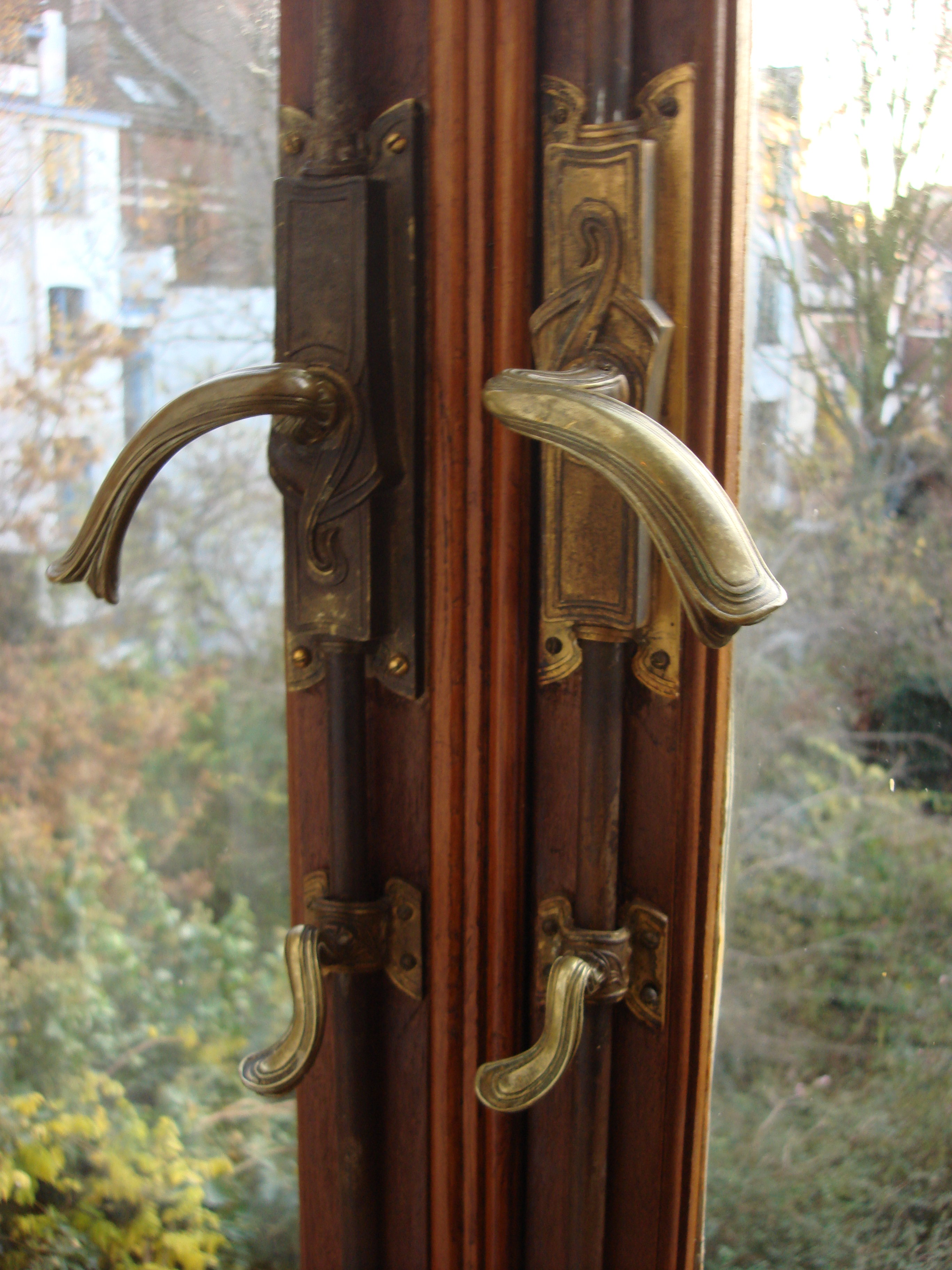
Picaporte estilizado
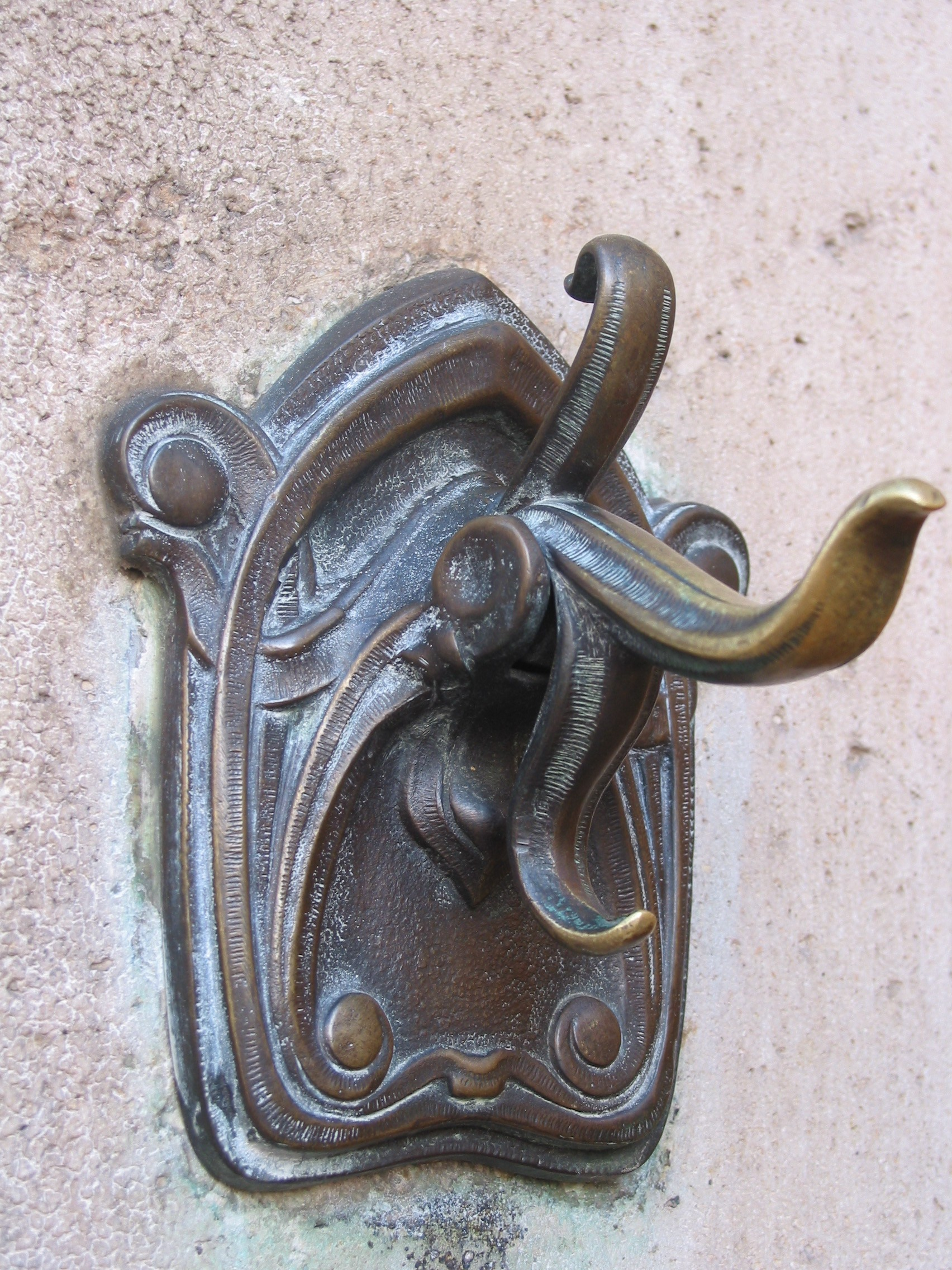
Detalle de la puerta
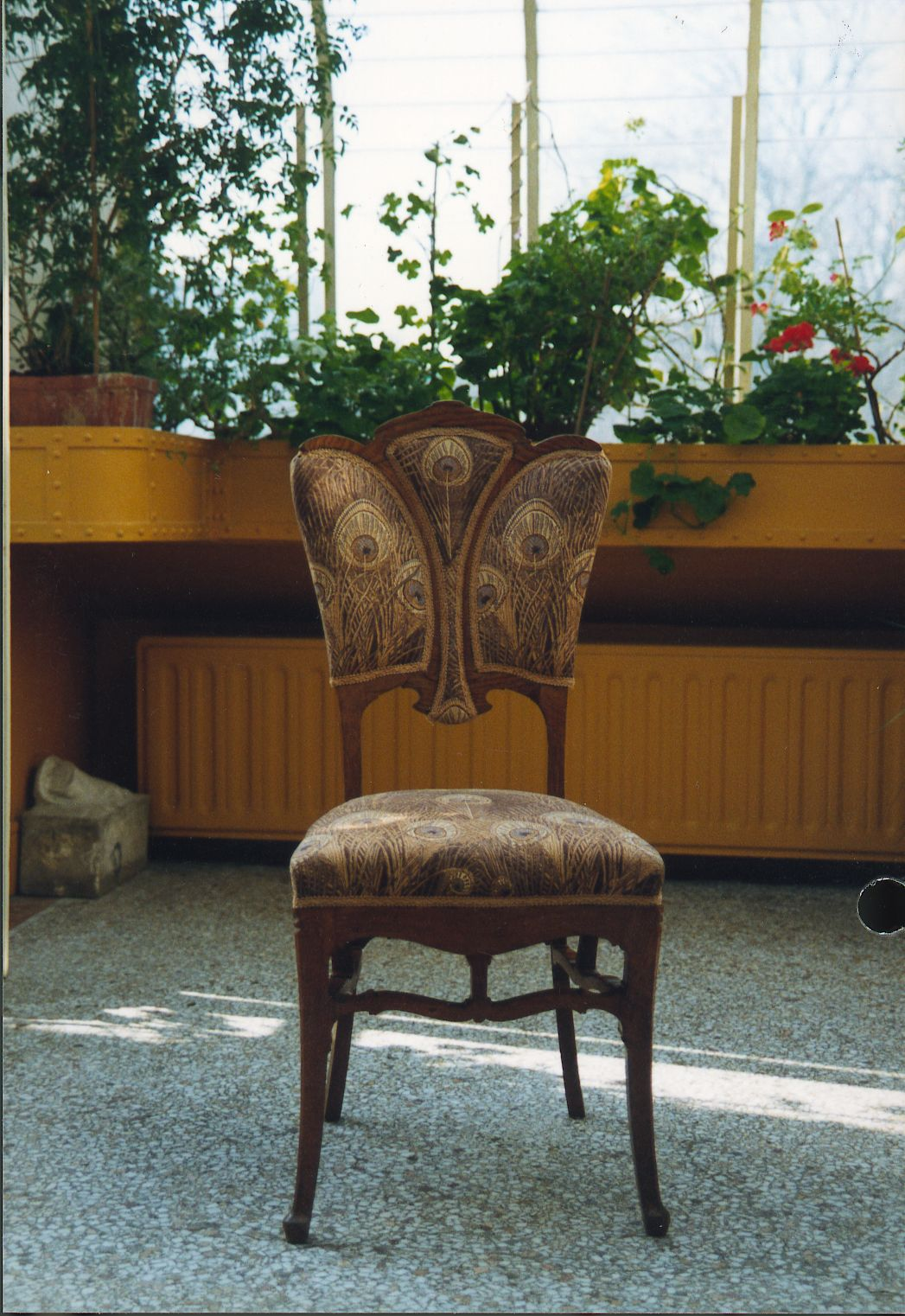
Silla de la Casa Tassel o del castillo de La Hulpe
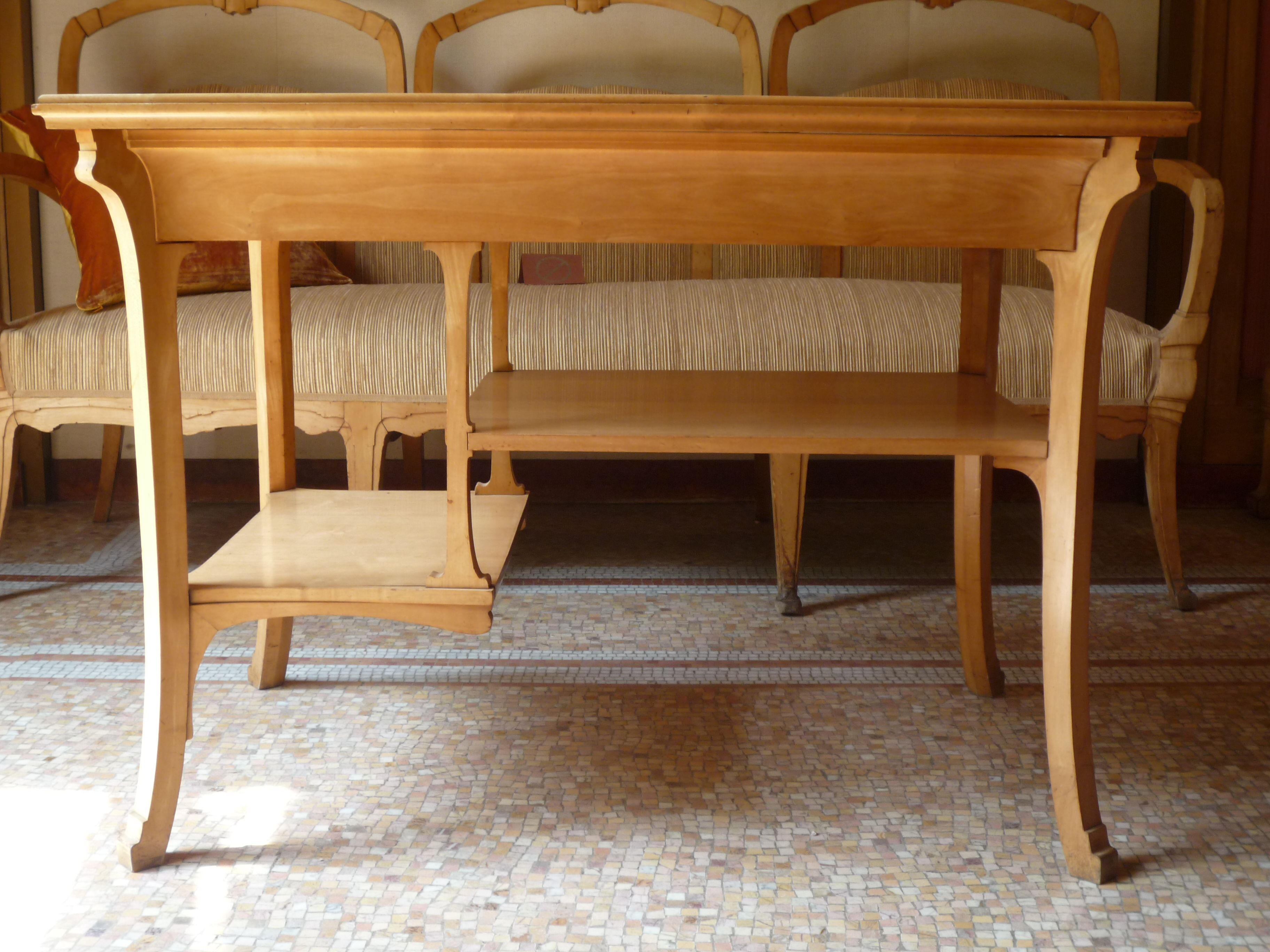
Mesa de Victor Horta, 1902

La escalera es coronada por una lucarna vidriada, en forma de semi bóveda. El generoso pozo de la escalera de diseño ligero y transparente, que se va ensanchando desde abajo hacia arriba, permite la comunicación visual entre todos los niveles de la casa, y a la vez provee un espacio acogedor para sus habitantes. La escalera en sí tiene un minucioso estudio funcional, el paso y contrapaso de cada peldaño es diferente y su proporción va cambiando a medida que se va ascendiendo por ella, además, el arquitecto utiliza arcos metálicos que descansan en una columna de mármol y que evocan la arquitectura gótica.
En la primera planta el arquitecto trató de dar un carácter íntimo a las habitaciones, aquí se encuentra el dormitorio principal que se prolonga al fondo en un espacio con armarios empotrados realizados en fina madera de roble al igual que el vestidor contiguo en donde se encuentra dos puertas con espejo, una de ellas es para separar el retrete y la otra para la del cuarto de la bañera. El uso del papel pintado de flores y la madera noble en el dormitorio y en el vestidor proporciona calidez e intimidad a la habitación, hecho que acentúa la función de las estancias.
En el segundo nivel se ubica la habitación de Simone Horta, la cual se orienta hacia la parte trasera de la vivienda, es decir, hacia al jardín. El jardín de invierno consta de un pequeño espacio cubierto por cristaleras, a modo de invernadero, abriéndose en uno de sus lados por una puerta de cristal que da acceso a una terraza, justamente encima del jardín de la vivienda.

## Estructura
La fachada de la vivienda está recubierta en piedra, pero en ella destaca el trabajo hecho en metal para los balcones, que sostienen un doble ventanal. Así mismo la estructura de la casa está totalmente integrada en la decoración, donde Horta utilizó carpintería metálica como elemento sustentante de la obra pero así mismo utilizó los elementos estructurales en el interior, dejándolos expuestos con acabados ornamentales y líneas sinuosas que completaban la decoración de la vivienda y acentuaban el estilo art nouveau tan de moda entre la nueva burguesía. En el interior se dejan ver viguetas de hierro forjado que combinan elegantemente con los azulejos esmaltados, espejos y elementos de cristal, mármol y madera. El acero permite que no se dividan los espacios en plantas, ya que la subida se hace progresivamente. Y ello, combinado con la casi ausencia de paredes de separación, abre perspectivas variadas, además de las horizontales, que contribuyen a dar la impresión de una casa mucho más amplia que lo que realmente es.